# Els miserables (pel·lícula de 1998)
Els miserables (títol original: Les Misérables) és una pel·lícula britànico-estatunidenca dirigida per Bille August, estrenada el 1998. Ha estat doblada al català.

## Argument
La pel·lícula, basada en la novel·la de Victor Hugo Les Misérables, narra la vida de Jean Valjean (Liam Neeson), un home que va ser condemnat a presó per robar pa. Quan complia dinou anys de presó es va escapar, i es queda a dormir a casa d'un bisbe. Gràcies a la gratitud del bisbe (a qui Valjean intenta assaltar), l'exconvicte comença una nova vida. Valjean es converteix en un adinerat industrial i en l'alcalde del poble en el qual s'estableix. Valjean fa amistat amb Fantine (Uma Thurman), una prostituta i mare soltera a la qual va salvar de ser arrestada per l'oficial de policia Javert (Geoffrey Rush). Javert havia estat un guàrdia a la presó on va estar Valjean i comença a sospitar que tal vegada l'alcalde i el convicte són la mateixa persona. Quan Valjean descobreix que un home va ser arrestat per la seva semblança amb ell, decideix revelar la seva identitat. Valjean visita Fantine i descobreix que aquesta està agonitzant i li promet criar la seva filla, Cosette. Després de la mort de Fantine, Valjean escapa i recupera a Cosette de les mans dels Thénardier, uns hostalers als qui Fantine pagava perquè cuidessin la seva filla, però que en realitat abusaven i s'aprofitaven d'ella.
Diversos anys després, Cosette (Claire Danes) és una adolescent i s'enamora d'un revolucionari, Marius (Hans Matheson). Javert treballa d'encobert com un revolucionari per destruir el moviment al qual Marius pertany. No obstant això, Javert és descobert i capturat per Marius, que el porta a les barricades per executar-ho. Valjean descobreix l'amor entre Cosette i Marius i va a les barricades per convèncer el jove revolucionari de tornar amb Cosette. Valjean li demana a Marius que li permeti executar a Javert. Valjean porta al presoner a un carreró, però en lloc d'executar-ho l'allibera. La pel·lícula acaba amb Javert suïcidant-se, ja que no pot acceptar la bondat de l'acte de Valjean.

## Repartiment
- Liam Neeson: Jean Valjean
- Geoffrey Rush: Javert
- Uma Thurman: Fantine
- Claire Danes: Cosette
- Hans Matheson: Marius Pontmercy
- Jon Kenny i Gillian Hanna: Els Thénardier
- John McGlynn: Carnot
- Shane Hervey: Gavroche
- Mimi Newman: Cosette (nena)
- Lennie James: Enjolras
- Sylvie Koblizkova: Éponine

## Rebuda
- "Amb un repartiment de primera classe i un estil narratiu clàssic, condensa amb fluïdesa la novel·la èpica de Victor Hugo i recupera algun dels seus moments de major suspens"[4]
- "Sens dubte, la producció més poderosa i ben muntada de la història fins avui"[5]
- La pel·lícula va rebre crítiques generalment positives. Rotten Tomatoes va reportar que 76 % dels crítics li van donar ressenyes positives al film, basat en 41 crítiques amb una puntuació mitjana de 6,9/10.[6]